# 浦和元町シティ
浦和元町シティ（うらわもとまちシティ）は、埼玉県さいたま市浦和区元町二丁目にある高層建築物。さいたま市では2番目の再開発事業である。住宅部分はライオンズプラザ浦和元町シティとして分譲された。

## 概要
JR京浜東北線北浦和駅東口近くに位置し、浦和元町2丁目地区第一種市街地再開発事業として建設された。
地下1階から地上3階が店舗、4階から9階が住宅で、店舗保留床は地権者法人が取得、権利者用店舗と併せ一括管理運営を行っている。

## 沿革
- 1982年（昭和57年）10月 - 都市計画決定。
- 1983年（昭和58年）1月 - 施行認可。
- 1984年（昭和59年）3月 - 権利変換計画認可。
- 1987年（昭和62年）3月 - 竣工。

## 店舗一覧
- ビッグエーさいたま元町店
- セリア北浦和店
- トモズ北浦和東口店
- ボーンゴルフ北浦和店
- ハビットジム北浦和店
- 北浦和駅前保育園
- ネイルサロンredveil北浦和店

(いずれもこれは令和6年6月時点の情報である。)

## 周辺施設
- 北浦和ターミナルビル
- 北浦和駅